# 尾道インターチェンジ
尾道インターチェンジ（おのみちインターチェンジ）は、広島県尾道市美ノ郷町本郷にある山陽自動車道のインターチェンジである。

## 概要
尾道市街の北に位置する。この地理的事情により広島市方面から市街への最寄ICとなる一方、岡山市方面から市街へは、隣の福山西ICからE76 尾道福山自動車道経由のほうが自動車専用道路のみで市街の近くまで行くことができる状況にある。一方で、岡山市方面から三原市街へ向かう場合には、一つ西の三原久井ICまで行かずに、尾道ICで降りたほうが近い。

## 歴史
- 1993年（平成5年）10月26日：福山西IC - 河内IC間開通に伴い、供用開始[1]。

## 周辺
- 尾道市立美木中学校

## 接続する道路
- 国道184号

## 隣
E2 山陽自動車道
(22)福山西IC - (22-1)尾道JCT - (23)尾道IC - 八幡PA - (24)三原久井IC